# The Perfect Drug
Singles de Nine Inch Nails
Hurt
(1995) The Day the World Went Away
(1999)
The Perfect Drug est une chanson de Nine Inch Nails parue en 1997 sur la BO du film Lost Highway.
En plus du son typiquement rock industriel propre au groupe, la chanson présente des influences breakbeat et drum and bass.
Elle a été remixée par Meat Beat Manifesto, Luke Vibert, Nine Inch Nails, Space Continuum, The Orb, et Aphrodite.